# Солис-де-Матаохо
Солис-де-Матаохо (исп. Solís de Mataojo) — небольшой город в южной части департамента Лавальеха, на юго-востоке Уругвая.

## География
Расположен в 37 к юго-западу от города Минас, в 70 км к северо-западу от Пунта-дель-Эсте и в 80 км к северо-востоку от столицы страны, города Монтевидео. Через город проходит автомобильная дорога № 8.

## История
Был основан 12 августа 1874 года. Получил статус малого города (Villa) 15 октября 1963 года согласно постановлению № 13.167.

## Экономика
Экономика города основывается на рыбоперерабатывающей и мясоперерабатывающей отраслях.

## Население
По данным на 2011 год население Солис-де-Матаохо составляет 2825 человек.
| Год  | Население |
| ---- | --------- |
| 1908 | 8302      |
| 1963 | 1919      |
| 1975 | 1750      |
| 1985 | 2052      |
| 1996 | 2509      |
| 2004 | 2676      |
| 2011 | 2825      |

Источник: Instituto Nacional de Estadística de Uruguay

## Известные уроженцы
- Эдуардо Фабини — композитор
- Эдуардо Матео — музыкант и композитор